# Гес (Канзас)
Гес (англ. Gas) — місто (англ. city) в США, в окрузі Аллен штату Канзас. Населення — 475 осіб (2020).

## Географія
Гес розташований за координатами 37°55′21″ пн. ш. 95°20′42″ зх. д. / 37.92250° пн. ш. 95.34500° зх. д. (37.922570, -95.344956).  За даними Бюро перепису населення США в 2010 році місто мало площу 1,90 км², з яких 1,90 км² — суходіл та 0,00 км² — водойми.

## Демографія
Згідно з переписом 2010 року, у місті мешкали 564 особи в 216 домогосподарствах у складі 149 родин. Густота населення становила 297 осіб/км².  Було 246 помешкань (129/км²).
Расовий склад населення:
| - 95,7 % — білих - 1,6 % — корінних американців - 0,4 % — чорних або афроамериканців - 1,4 % — осіб інших рас |

До двох чи більше рас належало 0,9 %. Частка іспаномовних становила 2,0 % від усіх жителів.
За віковим діапазоном населення розподілялося таким чином: 27,7 % — особи молодші 18 років, 56,5 % — особи у віці 18—64 років, 15,8 % — особи у віці 65 років та старші. Медіана віку мешканця становила 38,7 року. На 100 осіб жіночої статі у місті припадало 102,9 чоловіків;  на 100 жінок у віці від 18 років та старших — 92,5 чоловіків також старших 18 років.
Середній дохід на одне домашнє господарство  становив 47 672 долари США (медіана — 41 875), а середній дохід на одну сім'ю — 53 113 долари (медіана — 50 781). Медіана доходів становила 30 417 доларів для чоловіків та 29 444 долари для жінок. За межею бідності перебувало 5,6 % осіб, у тому числі 5,6 % дітей у віці до 18 років та 6,9 % осіб у віці 65 років та старших.
Цивільне працевлаштоване населення становило 269 осіб. Основні галузі зайнятості: освіта, охорона здоров'я та соціальна допомога — 33,1 %, виробництво — 17,1 %, будівництво — 10,0 %, науковці, спеціалісти, менеджери — 7,4 %.